# Igreja de Nossa Senhora dos Remédios (Povoação)

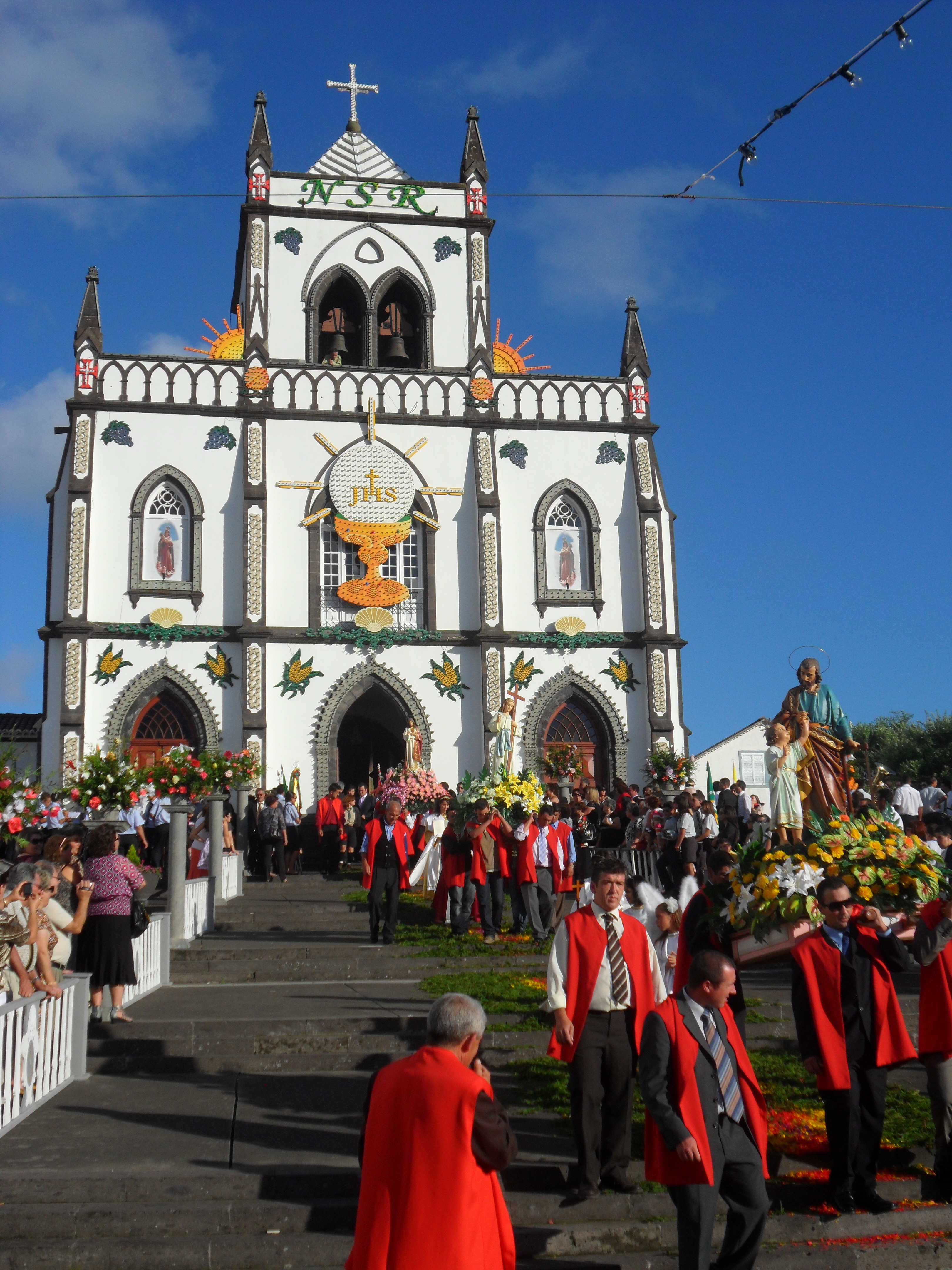
Igreja dos Remédios.

A Igreja de Nossa Senhora dos Remédios é uma igreja católica da localidade de Lomba do Loução, concelho da Povoação, na ilha açoriana de São Miguel.
Esta igreja começou a ser construída depois de 1753, pois que neste ano ainda não havia notícia dela. No entanto, por uma carta de visitação do bispo de Angra do Heroísmo D. António Caetano da Rocha à igreja paroquial de Povoação, verifica-se que a mesma já existia concluída em 28 de Agosto de 1765, embora com dimensões de ermida. Por essa altura, o povo da Lomba do Loução desejava suportar os encargos com o capelão que à referida ermida fosse dizer missa.
No ano 1798, o licenciado José Bento Botelho de Arruda que visitava a ermida da Senhora dos Remédios, disse que o tecto precisava de ser reformado. Já por esse tempo a mesma ermida tinha cura privativo mas, este, dada a pobreza do lugar, teve de retirar-se. Daqui a conveniência de se agregar a este curato a Lomba do Alcaide, ficando também o cura nomeado tesoureiro da igreja paroquial.
Com o decorrer dos anos o povoado da Lomba do Loução foi crescendo e a ermida tornando-se cada vez mais pequena. Por tal motivo foi resolvido construir uma maior. A primeira pedra para a actual igreja foi lançada pelo cura padre Augusto Ferreira, em 1893. Auxiliou-o na construção do templo uma comissão de cavalheiros da localidade, comissão essa que, por sua vez, recebeu auxilio do Estado e do primeiro Marquês da Praia e Monforte; um vogal dessa comissão, José da Silva Gaspar, percorreu a ilha inteira com a imagem da Senhora dos Remédios ao colo, pedindo esmola, de porta em porta, para a construção deste templo.